# Kukk
Kukk (på svenska 'tupp') är ett estniskt efternamn.

## Personer med efternamnet Kukk
- Jaana Kukk, skådespelare.
- Juhan Kukk, politiker, 1885–1942, Estlands riksäldste.
- Jakob Kukk, biskop, 1870–1933.
- Terje Kukk, skådespelare.
- I den svenska filmen Torsk på Tallinn heter hotelldirektören på "Paldiski Palace" Teet Kukk.